# Status Quo (album)
Status Quo è un album raccolta del gruppo inglese Status Quo, pubblicato in Italia nel 1980 nella collana SuperStar  dell'Armando Curcio Editore

## Il disco
L'album contiene sia classici brani psichedelici che composizioni dal netto taglio hard rock. In gran parte si tratta di incisioni tratte dai primi quattro album degli Status Quo realizzati tra il 1968 e il 1971, nel vigore del contratto con l'etichetta Pye Records.

## Tracce

### Disco 1
Lato A
1. Down the Dustpipe - 2:01 - (Groszmann)
2. Shy Fly - 3:49 - (Rossi/Young)
3. Railroad - 5:39 - (Rossi/Young)
4. Junior's Wailing - 3:32 - (White/Pugh)
5. Lakky Lady - 3:14 - (Rossi/Parfitt)
6. Something Going on in My Head - 4:44 - (Lancaster)

Lato B
1. Ice in the Sun- 2:10 - (Wilde/Scott)
2. Nothing at All - 3:50 - (Lancaster/Lynes/Young)
3. Little Miss Nothing - 2:58 - (Rossi/Parfitt)
4. Gerdundula - 3:50 - (Manston/James)
5. Everything - 2:37 - (Rossi/Parfitt)
6. Umleitung - 7:06 - (Lancaster/Lynes)

### Disco 2
Lato A
1. Nanana - 2:23 - (Rossi/Young)
2. Daughter - 3:00 - (Lancaster/Rossi/Young)
3. Spinning Wheel Blues - 3:18 - (Rossi/Young)
4. Someone's Learning - 7:06 - (Lancaster)
5. The Price of Love - 3:40 - (D. & P. Everly)
6. So Ends Another Life - 3:10 - (Lancaster)

Lato B
1. Mean Girl - 3:54 - (Rossi/Young)
2. When I Awake - 3:47 - (Lancaster)
3. Sheila - 1:52 - (Roe)
4. Tune to the Music - 3:06 - (Rossi/Young)
5. In My Chair - 3:10 - (Young/Rossi)
6. Gotta Go Home - 6:50 - (Lancaster)

## Formazione
- Francis Rossi (chitarra solista, voce)
- Rick Parfitt (chitarra ritmica, voce)
- Alan Lancaster (basso, voce)
- John Coghlan (percussioni)
- Roy Lynes (tastiere)